# 宝台乡
宝台乡，是中华人民共和国四川省南充市阆中市曾经下辖的一个乡。2019年10月，撤销宝台乡，将其所属行政区域划归玉台镇管辖。

## 行政区划
宝台乡撤销前下辖以下地区：
柳太坪村、水溪寺村、民主村、赵家沟村、福星亭村、石垭子村、碑垭岭村和夹渠沟村。